# Stephan von Breuning (Librettist)

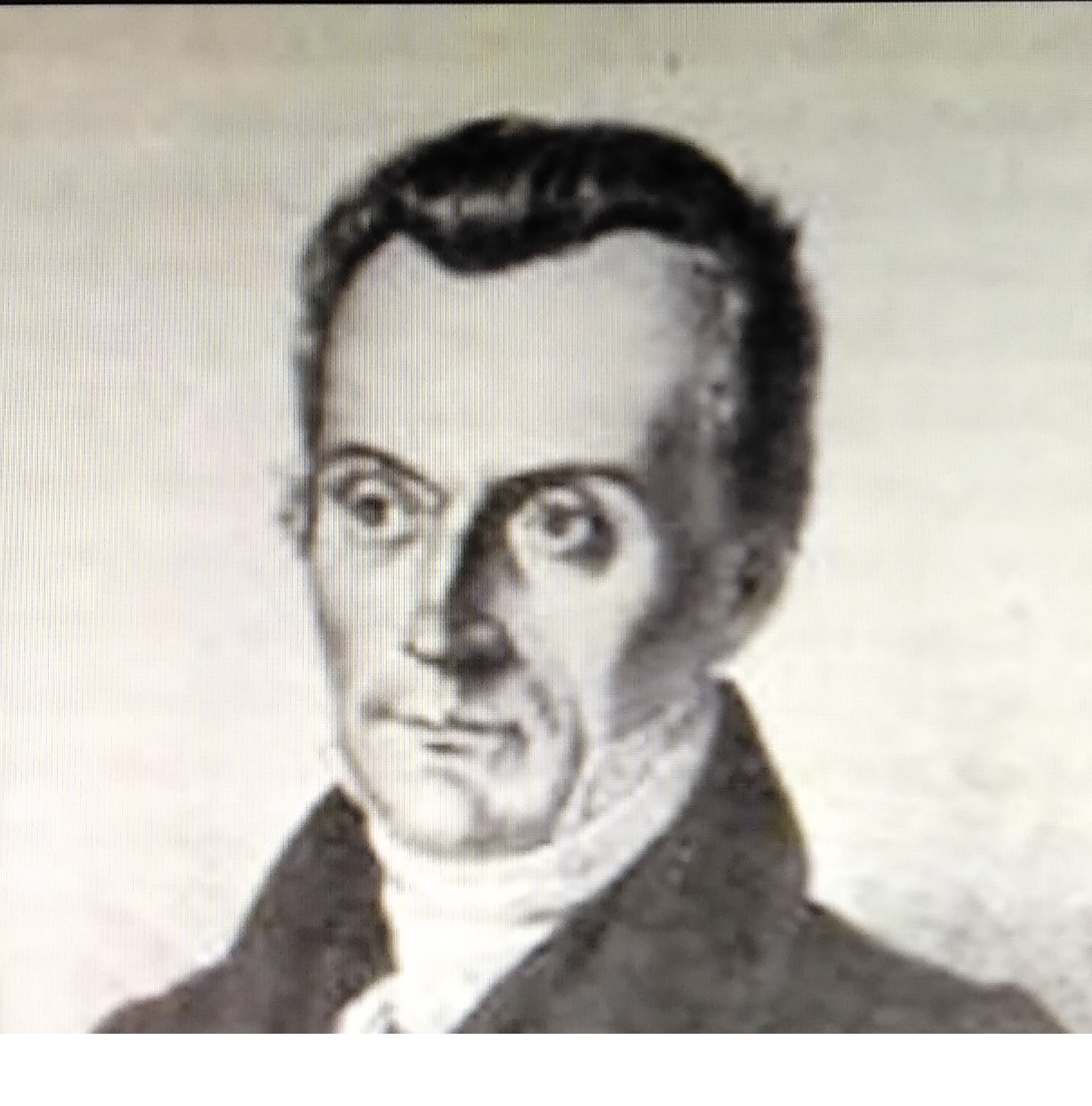
Stephan von Breuning

Stephan von Breuning (* 17. August 1774 in Bonn; † 4. Juni 1827 in Wien) war ein deutscher Beamter und Librettist.

## Leben
Stephan von Breuning war der Sohn des Hofrats Emanuel Joseph von Breuning und dessen Ehefrau Helene, geb. von Kerich. Im Jahr 1784 machte die Familie in ihrem Haus am Bonner Münsterplatz die Bekanntschaft Ludwig van Beethovens. Dieser gab den Breuning-Kindern Eleonore und Lorenz Klavierunterricht. Zu Sohn Stephan entstand eine lebenslange Freundschaft.
1801 zog Breuning nach Wien, wo vier Jahre später Beethovens Fidelio uraufgeführt wurde. Am Libretto hat neben Joseph Sonnleithner und Georg Friedrich Treitschke auch Breuning mitgewirkt. 1806 widmete Beethoven dem Freund sein Violinkonzert op. 61. Nach Beethovens Tod im Jahr 1827 kümmerte sich Breuning um die Nachlassregelung, starb aber noch im selben Jahr. Der Plan, eine Beethoven-Biographie herauszugeben, den Breuning zusammen mit Beethovens Jugendfreund Franz Gerhard Wegeler sowie mit Anton Schindler in Erwägung gezogen hatte, konnte dadurch nicht verwirklicht werden.

## Familie
Breuning heiratete im April 1808 Julie von Vering (1791–1809), die Tochter von Beethovens Arzt Gerhard von Vering (1755–1823), der Beethoven die Klavierfassung seines Violinkonzerts widmete. Nach ihrem frühen Tod ging er um 1812 eine Beziehung mit Constanze Ruschowitz (* 1785/86 in Freudenthal/Österreichisch-Schlesien; † 5. Oktober 1856 in Wien) ein, die er am 18. Februar 1817 ehelichte. Sie hatten drei Kinder: 
- Gerhard von Breuning,
- Helena Juliana Philippina von Breuning (* 17. August 1818),
- Mara Magdalena Barbara von Breuning (* 2. April 1821).[2]